# Nyom (lineáris algebra)
Egy négyzetes mátrix nyoma (angolul trace, németül Spur) a főátlójában lévő elemek összege, azaz {\displaystyle A=(a_{i,j})_{n\times n}} nyoma
{\displaystyle \mathrm {tr} (A)=a_{11}+a_{22}+\dots +a_{nn}=\sum _{i=1}^{n}a_{ii}}.
A mátrix nyoma egyenlő a (komplex) sajátértékeinek összegével.

## Példa
Az {\displaystyle A={\begin{pmatrix}2&-1&0\\6&-3&1\\-2&7&8\end{pmatrix}}} mátrix nyoma {\displaystyle \mathrm {tr} (A)=2+(-3)+8=7}.

## Tulajdonságok
A nyom lineáris leképezés, azaz azonos méretű {\displaystyle A,B} négyzetes mátrixok és {\displaystyle c} skalár esetén
{\displaystyle \mathrm {tr} (A+B)=\mathrm {tr} (A)+\mathrm {tr} (B),}
{\displaystyle \mathrm {tr} (cA)=c\mathrm {tr} (A).}
Négyzetes mátrix nyoma megegyezik transzponáltjának nyomával, azaz
{\displaystyle \mathrm {tr} (A^{T})=\mathrm {tr} (A).}
Ha {\displaystyle A,B} azonos méretű négyzetes mátrixok, akkor a kétféle sorrendben vett szorzatuk nyoma egyenlő, azaz
{\displaystyle \mathrm {tr} (AB)=\mathrm {tr} (BA),}
azonban ez többtényezős szorzatok esetén a tényezők nem minden permutációja esetén, csak ciklikus permutációjukra teljesül. (Ez az azonosság egyébként nem csak akkor igaz, ha a tényezők négyzetes mátrixok, hanem akkor is, ha {\displaystyle A} {\displaystyle m\times n}-es, {\displaystyle B} {\displaystyle n\times m}-es mátrix, tehát {\displaystyle A,B} mindkét sorrendben összeszorozhatók.)
Idempotens mátrix nyoma egyenlő a rangjával, nilpotens mátrix nyoma 0.